# Championnat du Japon de rugby à XV de 2e division
Le Championnat du Japon de rugby à XV de deuxième division ou Top Challenge est le second échelon des compétitions nationales de rugby à XV au Japon. C'est une compétition qui constitue l'antichambre de l'élite, la Top League.

## Format
La série se compose de 2 groupes appelés Top Challenge 2 et Top Challenge 1 dont les équipes sont issues de la Top Ligue Est A, la Top Ligue Ouest A et la Top Ligue Kyushu A. Le Top Challenge 2 oppose 3 clubs dans un mini-championnat dont le vainqueur participe au Top Challenge 1. Le 1er intègre directement la Top League, alors que les 3 suivants disputent un match de barrage contre le 5e, le 6e et le 7e du play-off relégation du championnat national.

## Clubs de l'édition 2021
- Kintetsu Liners
- Toyota Industries Shuttles
- Coca Cola Red Sparks
- Kamaishi Seawaves
- Kurita Water Gush
- Mazda Blue Zoomers
- Kyuden Voltex
- Shimizu Blue Sharks
- Chugoku Red Regulions

## Palmarès
| Année     | Vainqueur                                                                  | Score                                                                      | Finaliste                                                                  |
| --------- | -------------------------------------------------------------------------- | -------------------------------------------------------------------------- | -------------------------------------------------------------------------- |
| 2004      | Verblitz                                                                   | Round-robin                                                                | IBM Big Blue                                                               |
| 2005      | Sanix Blues                                                                | Round-robin                                                                | Secom Rugguts                                                              |
| 2006      | West Red Sparks                                                            | Round-robin                                                                | IBM Big Blue                                                               |
| 2007      | Voltex                                                                     | Round-robin                                                                | Mitsubishi Dynaboars                                                       |
| 2008      | Liners                                                                     | Round-robin                                                                | Yokogawa Musashino Atlastars                                               |
| 2009      | Black Rams                                                                 | Round-robin                                                                | Honda Heat                                                                 |
| 2010      | Shining Arcs                                                               | Round-robin                                                                | Shokki Shuttles                                                            |
| 2010-2011 | Red Hurricanes                                                             | Round-robin                                                                | Honda Heat                                                                 |
| 2011-2012 | Eagles                                                                     | Round-robin                                                                | Voltex                                                                     |
| 2012-2013 | West Red Sparks                                                            | Round-robin                                                                | Kubota Spears                                                              |
| 2013-2014 | Munakata Sanix Blues                                                       | Round-robin                                                                | Honda Heat                                                                 |
| 2014-2015 | Honda Heat                                                                 | Round-robin                                                                | Mitsubishi Dynaboars                                                       |
| 2015-2016 | Munakata Sanix Blues                                                       | Round-robin                                                                | Mitsubishi Dynaboars                                                       |
| 2016-2017 | Red Hurricanes                                                             | Round-robin                                                                | Mitsubishi Dynaboars                                                       |
| 2017      | Honda Heat                                                                 | Round-robin                                                                | Hino Red Dolphins                                                          |
| 2018      | Red Hurricanes                                                             | Round-robin                                                                | Mitsubishi Dynaboars                                                       |
| 2019      | Red Hurricanes                                                             | Round-robin                                                                | Mitsubishi Dynaboars                                                       |
| 2020      | La fin de saison est annulée en raison de la pandémie de Covid-19 au Japon | La fin de saison est annulée en raison de la pandémie de Covid-19 au Japon | La fin de saison est annulée en raison de la pandémie de Covid-19 au Japon |